# Jack Yonezuka
Jack Yonezuka (West Long Branch, 20 de mayo de 2003) es un deportista estadounidense que compite en judo. Ganó una medalla de oro en el Campeonato Panamericano de Judo de 2025, en la categoría de –73 kg.

## Palmarés internacional
| Campeonato Panamericano | Campeonato Panamericano | Campeonato Panamericano | Campeonato Panamericano |
| Año                     | Lugar                   | Medalla                 | Categoría               |
| ----------------------- | ----------------------- | ----------------------- | ----------------------- |
| 2025                    | Santiago (Chile)        | Medalla de oro          | –73 kg                  |